# Les Vieux (Daudet)
Les Vieux est une nouvelle des Lettres de mon moulin d'Alphonse Daudet.

## Publication
Les Vieux est initialement publié dans Le Figaro du 23 octobre 1868, avant d'être inséré dans la première édition en recueil par Hetzel, en 1869, des Lettres de mon moulin.

## Résumé
À réception d'une missive, le narrateur rend visite à Eyguières aux grands-parents d'un ami, Maurice, faisant ainsi la connaissance de deux charmants vieillards, avec lesquels il passe la journée ; « La nuit tombait, quand nous sortîmes, le grand-père et moi. La petite bleue nous suivait de loin pour le ramener ; mais lui ne la voyait pas, et il était tout fier de marcher à mon bras, comme un homme. Mamette, rayonnante, voyait cela du pas de sa porte, et elle avait en nous regardant de jolis hochements de tête qui semblaient dire : « Tout de même, mon pauvre homme !… il marche encore. » »

## Adaptation
Les Vieux a été enregistré par Fernandel.